# Causus lichtensteinii
Espèce
Synonymes
- Aspidelaps lichtensteinii Jan, 1859
- Dinodipsas angulifera Peters, 1882

Causus lichtensteinii est une espèce de serpents de la famille des Viperidae. 

## Répartition
Cette espèce se rencontre :
- au Kenya ;
- en Ouganda ;
- en Zambie ;
- en République démocratique du Congo ;
- en République du Congo ;
- au Gabon ;
- en République centrafricaine ;
- au Cameroun ;
- au Nigeria ;
- au Ghana ;
- en Côte d'Ivoire ;
- au Liberia.

Sa présence est incertaine au Bénin.

## Étymologie
Cette espèce est nommée en l'honneur de Martin Lichtenstein.

## Publication originale
- Jan, 1859 : Additions et rectifications aux Plan et Prodrome de l'Iconographie descriptive des Ophidiens. Revue et magasin de zoologie pure et appliquée, ser. 2, vol. 11, p. 505-512 (texte intégral).